# Nootkas
Pour les articles homonymes, voir Nootka.
Les Nootkas ou Nuu-chah-nulth sont des Autochtones d'Amérique vivant sur la côte occidentale du Canada. L'expression Nuu-chah-nulth est aujourd'hui utilisée pour désigner 14 nations du Pacifique Nord-Ouest, chacune guidée par un chef héréditaire (ha'wiih), qui vivaient sur le littoral et les eaux de la côte ouest, de l'île de Vancouver en particulier. Un conseil tribal coordonne aujourd'hui les activités de ces nations qui regroupent au début du XXIe siècle environ 8 000 personnes. 2 000 personnes environ vivent loin des réserves, dispersées en Amérique du Nord.

## Étymologie
Le terme Nootka proviendrait d'une méprise de l'explorateur britannique James Cook, les individus qu'il avait rencontrés auraient utilisé  une expression se prononçant Nootka pour lui indiquer qu'il pouvait naviguer autour de la baie où ils habitaient ; James Cook aurait cru que ce mot était le nom de la population locale. 
Depuis quelques décennies l'utilisation de Nootka est considérée incorrecte par certains au Canada ; la bonne dénomination, selon le conseil tribal Nuu-chah-nulth étant Nuu-chah-nulth-aht, venant de “Nuu-chah-nulth”, qui signifie « Tout au long des montagnes et la mer ».

## Religion, mythes et croyances
- N'aas est Le grand créateur[3]

## L’univers des Nuu-Chah-Nulth
L’univers des Nuu-Chah-Nulth comprend quatre mondes : La Terre, La Mer, Le Ciel et le Monde sacré situé entre les trois mondes précédents. Chez les Nuu-Chah-Nulth, la transformation est un passage entre les différents mondes, c’est l’entre-deux mondes. Très ritualisée, la transformation symbolise les transitions sociales : du non chasseur au chasseur, de l’enfant à l’adulte, du célibataire au marié, etc. La transformation peut être dangereuse et conduire jusqu’à la mort de ceux qui ne sont pas préparés. En allant dans l’entre-deux mondes, les Nuu-Chah-Nulth obtiennent du pouvoir et des dons ou « privilèges », ils trouvent « leurs » trésors.

### Le rituel du loup chez les Nuu Chah Nulth
À partir de Henson Ernst (1952)
Le loup est le symbole de la sagesse et de la ruse, il est le gardien du royaume des animaux. 
« The wolf is the bravest of any animal in the woods. They are killers. They don’t fear anything. They are so brave that they can run the country undisturbed. That is why the wolf is chosen. »
« Wolfman, man who lost his soul, lost in the wilderness. No longer a man, an animal.»
la légende d'Ha Sass
Lors de l’attaque du village, It-tat’soo, quatre frères ont réussi à échapper à la mort, en regagnant à la nage une petite île au large. Afin de sauver sa tribu de l’extinction, Ha-Sass, le plus jeune des frères rescapés décide de se rendre au pays des loups, situé au sommet de la Montagne des Loups, pour leur demander la massue de guerre magique, le Cheto’kh. En ces temps anciens, les loups accédaient à leur Montagne par une ouverture à son pied. Pour atteindre la Montagne des Loups, Ha-Sass ne devait  pas se faire repérer par les loups, ainsi il décida de se vider de son sang pour ne pas sentir l’humain et le vivant. Sur l’estran, Ha-Sass s’allongea sur une pierre plate recouverte de balanes et ses frères le frottèrent contre la roche quatre fois, ventralement, dorsalement et sur les côtés. Une fois la purge finie, Ha-Sass demanda à ses frères de le recouvrir d’une peau de phoque car les loups détestent les phoques. Les trois frères amenèrent Ha-Sass à proximité du bois. Ha-Sass emporta une petite pierre plate car il sait que les loups utilisent un bâton pointu pour tâter le corps de l’animal et vérifier ainsi qu’il est bien mort. Le corbeau, messager des loups, a repéré le corps du phoque sur la plage et a prévenu les loups avec son œil droit. Il fait cela à chaque fois qu’il voit quelque chose sur la plage : phoque, lion de mer, etc. Les frères d’Ha-Sass regardèrent la direction que prit le corbeau, cependant la Montagne du Corbeau n’est pas celle des loups… les frères d’Ha-Sass virent ensuite beaucoup de loups se dirigeaient vers la plage et ces derniers prirent le corps du phoque et s’en allèrent à travers les bois. Le plus imposant des loups est le loup dit « transporteur », Ka-Nõh-Pass’a. Il y a en un dans chaque meute, son dos est différent de ceux des autres membres de la meute : il est plus large pour porter les charges. Ka-Nõh-Pass’a  est l’aide principal du chef de meute et également celui qui est le plus sage. C’est Ka-Nõh-Pass’a qui se chargeait de transporter Ha-Sass enveloppé dans la peau de phoque. Au bout d’un certain temps, il dit : «  Cette créature est lourde, elle doit être vivante, il doit y avoir un homme à l’intérieur ». Ka-Nõh-Pass’a tenta de déloger Ha-Sass avec un bâton pointu, en vain, car Ha-Sass se protégeait avec la petite pierre plate qu’il avait emporté avec lui. Finalement, Ka-Nõh-Pass’a reprit Ha-Sass sur son dos et se dirigea vers la Montagne des Loups. Ils arrivèrent bientôt à la demeure du chef de meute et apportèrent des offrandes. Ka-Nõh-Pass’a, fatigué, posa Ha-Sass et la peau de phoque. Il commença à découper des pièces dans la peau de phoque et les loups purent manger. Les loups étaient rassemblés en cercle. Le chef de meute découpa un morceau et il découvrit Ha-Sass.  Les loups commencèrent à lui poser des questions. Le chef de meute, rusé et sage, sait qu’un homme qui a affronté autant d’épreuves et de dangers est venu pour obtenir quelque chose ! Admirant son courage, le chef de meute promit à Ha-Sass ce qu’il voulait. A cette époque, les loups n’avaient pas peur des hommes car le chef de meute s’était marié avec une femme. 
Les loups demandèrent d’abord à Ha-Sass s’il voulait quelque chose pour chasser la baleine. Ha-sass demeura silencieux. Ils demandèrent s’il voulait un peigne comme cela il pourrait garder ses cheveux longs, Ha-Sass ne répondit pas. Les loups demandèrent s’il voulait Têksyah’pe, qui, plaçait dans un corps mort, avait le pouvoir de le ramener en vie. De la même façon, Ha-Sass ne répondit rien. Enfin, les loups demandèrent s’il voulait le Che-to’kh et Ha-Sass répondit que c’est cela qu’il voulait. Le Che-to’kh est une massue magique qui a le pouvoir de tuer toute personne la voyant. Le Che-to’kh n’est jamais représentée car les personnes qui l’a voit, meurt aussitôt, et c’est ce qui arriva à Ha-Sass… à quatre reprises. A chaque fois les loups le ramenèrent à la vie  en lui apportant le Têksyah’pe. A la quatrième fois, les loups amenèrent Ha-Sass dans une pièce secrète et lui remirent le Che-to’kh. Ensuite, les loups raccompagnèrent Ha-Sass à son village et lui donnèrent le petit sifflet que l’on porte à la bouche pendant le Klukwana (rituel du loup). Ha-Sass garda le sifflet près de lui et dès qu’il s’en servait, tout le monde se retournait. Au bout d’un moment, Ha-Sass souhaitait utiliser le Che-to’kh lors des périodes de guerre afin de protéger sa tribu. Pour vérifier le pouvoir de la massue, il la testa sur des oies qui moururent toutes. Ha-Sass se rendit sur une colline appelée Klits-Holch’. Des tribus vinrent observer celui qui avait un « pouvoir ». Alors Ha-Sass se servit du petit sifflet et du Che-to’kh et tous moururent. Tout le monde craignait le village It tat‘soo car la tribu possédait « quelque chose qui tue » et Ha-Sass devint un grand meneur. 
Le pouvoir avait été donné par les loups à Ha-Sass et à personne d’autre. Ha-Sass avait peur que quelqu’un voit le Che-to’kh, ainsi le restant de sa vie, il le cacha au plus profond de la forêt. À sa mort, les loups reprirent le Che-To’kh.  
Le Tlukwana...à l'origine
Il y a longtemps, une jeune femme de la tribu du village Itat’soo ainsi que trois hommes de la tribu, se trouvaient à l’extérieur du village, dans un lieu appelé Tô-mak’cluh. Ils étaient à la recherche de la plante Ah-êt’sl dont les racines sont comestibles. Pendant cette journée, un loup puissant, trottait sur leur chemin et remarqua la jeune femme. En le voyant, la jeune femme dit « comme il est beau, quand je me marierai, je le veux comme mari, avec sa force et son courage ». A la nuit venue, la jeune femme se coucha et le loup arriva (les loups savent tout et lisent dans l’esprit des humains). La jeune femme ne s’aperçut pas que le loup était là, le loup la réveilla et lui dit qu’il l’emmenait avec lui. En ouvrant les yeux, la jeune femme vit un beau jeune homme debout devant elle (le loup avait mis son masque et devint ainsi humain, c’était chose courante en ces temps reculés). La jeune femme suivi le loup qui était le chef d’une meute, jusqu’à sa demeure et resta ainsi un long moment. 
Deux fils naquirent et grandirent, pour moitié homme, pour moitié loup. Le père de la jeune femme, ne sachant pas où elle se trouvait, était troublé et la rechercha partout...jusqu’à ce qu’elle soit considérée comme morte. Au pays des loups, l’aîné des fils grandit comme un homme et interrogea sa mère sur le fait qu’il ne ressemblait pas aux autres loups. Sa mère lui répondit alors qu’ils venaient d’un autre pays où vivait son propre père. Le fils demanda quand sa mère retournerait dans ce pays… car il souhaitait voir à quoi il ressemblait. La mère parla à son mari que leur fils voulait rencontrer son grand-père. Le chef de meute finit par accepter mais avant qu’ils ne partent, comme un don à sa femme, le chef de meute commença à lui enseigner le Klukwana. Une fois l’enseignement terminé, les loups partirent de nuit en compagnie de la femme et des deux fils, et les amenèrent aux portes de leur village. La femme se dirigea vers la maison de son père et le réveilla. Elle se tenait à l’abri de son regard, elle commença à lui parler de la fille qu’il avait perdu. Elle raconta qu’elle avait un mari loup et qu’elle avait également deux fils que la meute avait ramené au village. La femme lui parla de beaucoup de choses sur les loups et insista sur le fait que la tribu ne devait rien faire quand les loups hurlent et ne pas essayer de leur faire du mal. La tribu devait apprendre des loups. En ces temps, les hommes avaient comme armes des arcs et des flèches et ils ne devaient pas s’en servir contre les loups. Le père avait été affecté par la disparition de sa fille et dans la nuit, il ne reconnaissait pas sa fille. Finalement, elle se révéla à ses yeux et lui dit qu’il y aura une chanson qui racontera son retour avec les loups et qu’elle reviendra auprès de lui. La femme repartit avec les loups. Aussi rapidement qu’il le put, le père rassembla l’ensemble des membres de la tribu dans sa maison et leur dit que sa fille était de retour et que les loups l’avaient emportée…. A ce moment précis, les loups hurlèrent quatre fois. Les personnes étaient effrayées, seul le père reconnut la chanson de sa fille mais ne dit rien. Les membres de la tribu tambourinèrent avec leurs bâtons sur des longues planches, pour faire du bruit...les jeunes loups couraient et s’enfuyaient. Après avoir hurlés quatre fois, les loups retournèrent dans la forêt, la femme et ses deux fils revinrent au village. La femme raconta tout ce qu’elle savait du Klukwana à son père ainsi que les secrets qu’elle a appris des loups, leur pouvoir, leur force. Une fois qu’elle a transmis toutes les chansons et les danses, le père commença le klukwana et l’enseigna au reste de la tribu. c’était au village It at ‘soo que le Klukwana commença la première fois. C’est de cette famille que le Klukwana est transmis jusqu’à nos jours. 

## Territoire
Le territoire principal (« ha'houlthee ») des tribus Nuu-chah-nulth couvrait environ 300 kilomètres du littoral de la côte Pacifique de l'île de Vancouver ; de la péninsule Brooks au nord jusqu'à Point-no-Point au sud, ainsi que l'arrière pays. Une des principales implantations était le village de Kiix?in.

## Histoire
- En 1958, les nations ont formé La Coalition des tribus de la côte ouest[3],
- le 14 aout 1973, les nations ont formé une société à but non lucratif dénommée La société du district de la côte ouest des chefs indigènes[3].
- le 2 avril 1979, cette société a décidé d'adopter le nom de Conseil tribal Nuu-chah-nulth[3].

Les 14 nations Nuu-chah-nulth se répartissent sur trois régions :
- Région sud : Ditidaht, Huu-ay-aht, Hupacasath, Tse-shaht et Uchucklesaht.
- Région centrale : Ahousat, Hesquiaht, Tla-o-qui-aht, Toquaht et Ucluelet.
- Région nord : Ehattesaht, Kyuquot/Cheklesahht, Mowachat/Muchalaht, et Nuchatlaht.

À l'époque précolombienne, leur population était plus nombreuse, mais elle a été par la suite décimée par les épidémies ou intégrée à d'autres groupes voisins. 
Les Nootkas sont proches des Chinook et des Kwakiutl.

## Langue
La langue Nuu-chah-nulth fait partie du groupe des langues wakashanes. 

## Culture

### Le rituel du loup, le Tlukwana
D'après Kruger (2003) et Moogk (1980). 
Les Nuu-Chah-Nulth admirent le loup pour sa sagesse et ses qualités de chasseur : sa rapidité, sa ruse et sa bravoure (le loup tue avec ses crocs uniquement). Les succès des loups à la chasse démontrent des « pouvoirs surnaturels ». Le loup a la connaissance des rituels sacrés et le pouvoir de passer et de faire passer des êtres vivants du monde « matériel » à l’entre-deux mondes. Le loup peut se transformer en orque quand il va à la mer et inversement l’orque peut se transformer en loup lorsqu’il vient à terre. Pour les Nuu-Chah-Nulth, les loups, les orques et les hommes partagent des analogies : il s’agit de prédateurs qui ne sont pas prédatés, ils sont organisés socialement de la même façon, ils mangent les mêmes proies et chassent de la même manière. Ils peuvent se transformer l’un en l’autre. Le loup est un orque et l’orque est un loup. Le lien fort entre homme et loup interdit aux Nuu-Chah-Nulth de manger des loups, cela est considéré comme du cannibalisme. 
Le Grizzly est un autre grand prédateur de la côte Nord-Ouest de l’Amérique du Nord et quelquefois le loup et l’ours sont associés dans les cérémonies.
Le mot Tlukwana se retrouve dans les racines Kwakwala et signifie « trouver un trésor » et le trésor trouvé est ce qu’il y a de mystique, une perle précieuse de la connaissance du surnaturel, le fruit de la quête de l’esprit, le don éternel du héros qui revient comme le guerrier loup, triomphant et émergeant des profondeurs de la forêt primaire. 
Le rituel du loup avec ses attributs, masques, danses, costumes et instruments de musique, représente une des cérémonies principales des Nuu-Chah-Nulth. Cette nation fonctionne avec le rythme des saisons comme les autres nations de la côte Nord-Ouest de l’Amérique du Nord. Après l’été et l’automne  consacrés à la récolte et au stockage des ressources alimentaires, le temps sacré de l’Hiver commence. C’est en Hiver que la cérémonie de vie des Nuu-Chah Nulth se révèle. L’ensemble des aspects de la vie des Nuu-Chah-Nulth tient à une sorte de renversement « saturnales ». La tribu s’en va à son village d’hiver. Les chansons d’été, les noms traditionnels, les mots usuels concernant les loups, la pâte à mâcher, le port de chapeau, la vannerie, le tissage de natte et des tapis sont interdits. La frivolité, la joie et la fête des cérémonies de la vie sont les objectifs de chacun pendant la saison. Dans  cette vie rituelle, la cérémonie du loup est la plus importante pour les Nuu-Chah-Nulth. Elle représente la légende du combat / de la rencontre du guerrier avec l’être surnaturel, son gain de pouvoir et son retour au peuple avec des dons. Certains comparent le rituel du loup à une renaissance. Il représente le passage dans l’entre-deux mondes et pour l’ancrer et l’articuler, il se décompose en trois étapes associées à trois masques.  
- La première étape : l’enlèvement des novices

par les « Crawling wolves » (les loups « rampants »)
Les novices qui vont se transformer se présentent un soir avec leurs parents dans la maison où le rituel se fera (chef de cérémonie). 
Les « Crawling wolves », c’est-à-dire les initiés, entrent dans la maison. Ces loups sauvages n’ont aucun rapport amical avec l’homme. Ils entrent en démolissant un mur de la maison et interrompent ainsi la « fête ». Ils  « rampent » quatre fois autour du feu se situant au centre de la pièce. Ce sont de vrais loups chassant de vraies proies ! A la lumière vacillante, comme des  formes noires furtives, leurs allures avec les masques donnent l’impression d’une véritable invasion de loups. Ensuite, le feu s’éteint mystérieusement et les initiés disparaissent en emportant avec eux les novices.… seuls des hurlements lointains parviennent de la forêt. Les danseurs « Crawling wolves » sont des hommes où leurs esprits deviendront des loups à leurs morts.   
Le masque des « Crawling wolves » est le plus petit des trois masques et il est considéré comme le plus sacré. Il est généralement sculpté dans un même morceau de cèdre avec seulement des suggestions pour les dents et les naseaux et il est souvent peint en noir. Le masque est porté au dessus de la tête et le reste du corps est couvert d’une couverture noire et le visage est peint en noir. Ce masque peut également porté le nom d’autres grands prédateurs comme le Couguar ou la Panthère. 
- La deuxième étape : la transformation des novices avec les « Whirling wolves » (les loups « tourbillonnants »).

Dans la forêt, les novices vont acquérir des pouvoirs « surnaturels » conférés par les loups...ils deviennent sauvages. Les novices se trouvent dans le monde sacré des esprits. 
Le masque des « Whirling wolves » est également sculpté dans du cèdre rouge mais il présente plus de détails que le premier masque : les naseaux sont larges et proéminents avec un museau allongé que l’on peut clairement identifier. Les dents du fond sont sculptées à la manière d’un réseau de treillis, hautement décoratif, évoquant la férocité du pouvoir du loup.  Certains interprètent les symboles en forme de vagues comme représentant le pouvoir de mutation du loup pouvant se transformer en orque ou loup des mers. Cette allusion aux pouvoirs de mutation du loup représente la transformation du novice en quelqu’un de nouveau (initié). La danse associée est tourbillonnante comme le pouvoir en mouvement de  l’esprit du loup indompté chez le novice. Le tourbillon de la danse est un mouvement aléatoire, mouvement pur symbolisant la présence de l’esprit dans le monde matériel. La danse consiste à « surgir dans les airs », en ayant une position accroupie et tournant constamment sur les talons avec une grande rapidité en cercles étroits. Le fait que cela dure environ deux heures montre également les qualités du guerrier : dextérité, force et endurance, si admirées dans la culture amérindienne et représente une part donnée par le loup.  
- La troisième étape : l’apprivoisement des « loups » et les « Standing wolves »

Les novices sont récupérés par les villageois qui ont déjà été initiés au Tlukwana. Les novices sont conduits dans la maison où se déroule le rituel afin de « calmer » le caractère « sauvage » de leurs esprits. Cela se fait par des danses et des chants décrivant leurs dons et privilèges obtenus. Ce retour des novices en tant qu’adultes se déroule dans une procession de fête. 
Le troisième masque, porté lors d’une danse pendant cette célébration sacrée et publique, représente ainsi  l’apprivoisement final de l’esprit du loup. L’initié a reçu des dons du surnaturel à travers les chansons et danses, un nouveau pouvoir s’empare de lui, une sorte de renouveau. Le port de ce masque et la danse associée est un remerciement et un moment de joie  pour avoir obtenu ces dons. Ce troisième masque est large et coloré. Alors que les premiers masques sont sombres et sont des représentations de pouvoirs plutôt obscurs, liés à la mort et au monde souterrain, le troisième masque est une figure généreuse. Le loup peint, lumineux, représente la renaissance pour une vie nouvelle et plus généreuse à la fois pour l’initié et pour la communauté.   
Le rituel du loup se conclut par une grande fête communautaire et de partage (Potlach) où chacun danse et montre son rang social. 
- Le lien avec l’Oiseau Tonnerre

L’Oiseau Tonnerre vit au sommet d’une montagne difficilement accessible. Il chasse la baleine avec l’aide de son « arme », le serpent lumineux qui se déplace en zigzag dans les airs (foudre). Le son puissant des ailes du l’Oiseau Tonnerre est le tonnerre. Le loup a octroyé à l’homme la possibilité de chasser la baleine comme l’Oiseau Tonnerre. 
Lors du rituel du loup, les masques incorporent à la fois les identités du loup « enseignant » (enseignement du novice), de l’Oiseau Tonnerre chasseur (transformation) et de l’arme, serpent lumineux (le privilège). Les masques (Whirling et Standing wolf masks) ont des traits dominants du loup et au niveau des finitions, les attributs de l’Oiseau Tonnerre et du serpent lumineux sont reconnaissables. 

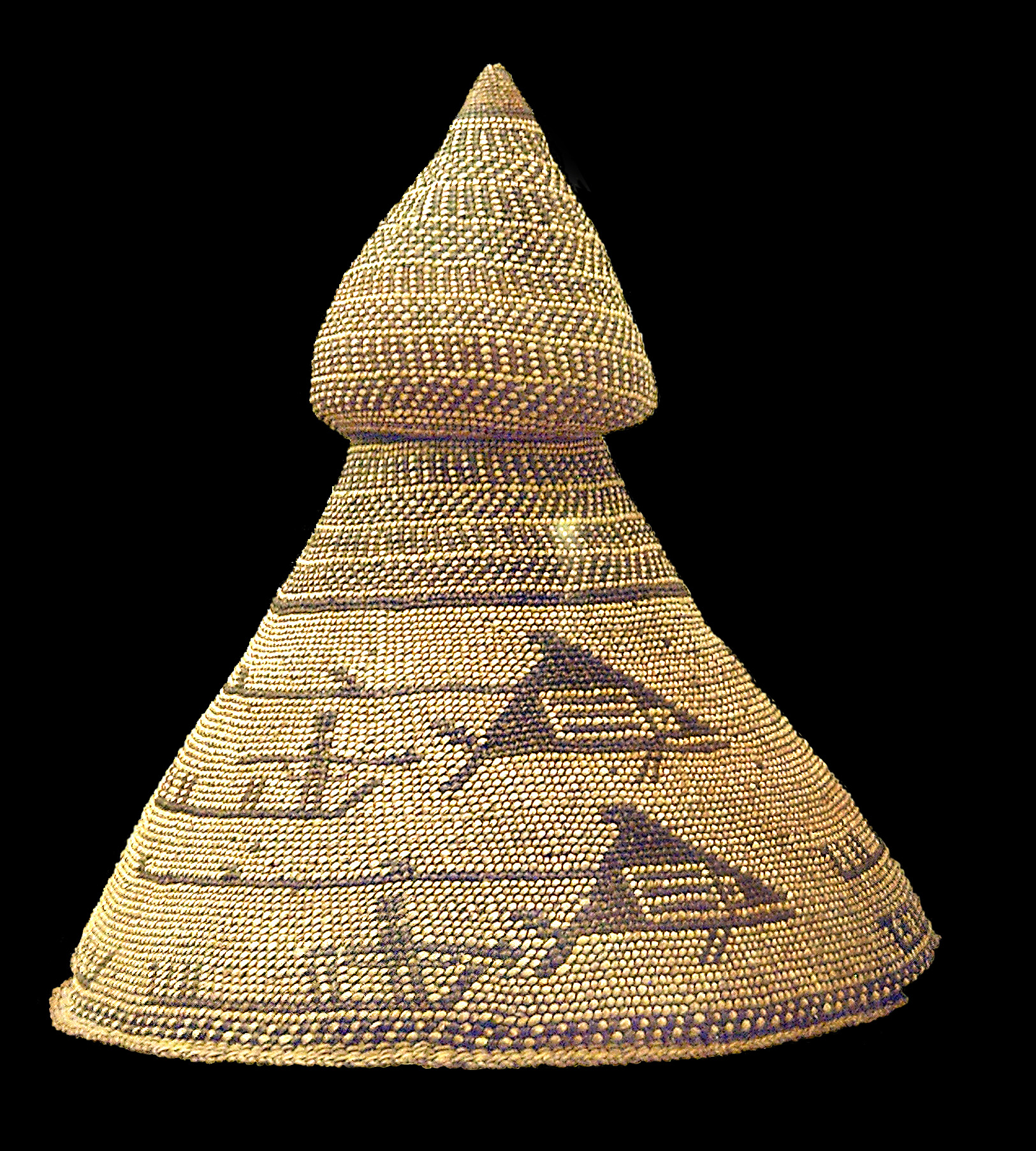
Chapeau de chef nutka, fibre de cèdre, avec motifs de chasse (à la baleine ?), XVIIIe siècle

Comme les autres peuples de cette région, les Nootkas sont connus pour les cérémonies d'échange de cadeaux appelées potlatch. Le terme de « potlatch » vient d'ailleurs de leur langue.
Habitant Nootka Sound, où les Espagnols installèrent le Fort San Miguel, seul poste espagnol dans ce qui allait devenir le Canada, les Nuu-chah-nulth jouèrent un rôle prééminent des années 1770 aux années 1790 dans les conflits entre Espagnols, Britanniques et Américains pour le contrôle de l'île de Vancouver et la traite des fourrures.  
En 1792 le chef Maquinna accueillit des délégués espagnols (menés par Juan Francisco de la Bodega y Quadra) et britanniques (dirigés par George Vancouver) à la Convention de Nootka qui eut lieu à San Miguel.